# Camille y Kennerly Kitt
Camille y Kennerly Kitt son actrices y arpistas gemelas estadounidenses conocidas como las Harp Twins ("Gemelas del Arpa"). Las hermanas Kitt han recibido atención mundial en Internet como consecuencia de sus arreglos de canciones famosas de diversos géneros, que han subido a su canal en YouTube.  Luego de varios años recorriendo los Estados Unidos y partes de Canadá para realizar presentaciones, Camille y Kennerly participaron en el Festival Mundial del Arpa, en Paraguay, en octubre de 2014. Las gemelas lanzaron sus dos primeros álbumes de canciones versionadas en 2013, y aspiran a lanzar un disco con composiciones propias en 2015. Como actrices, las Harp Twins han aparecido en varias películas.

## Carrera musical

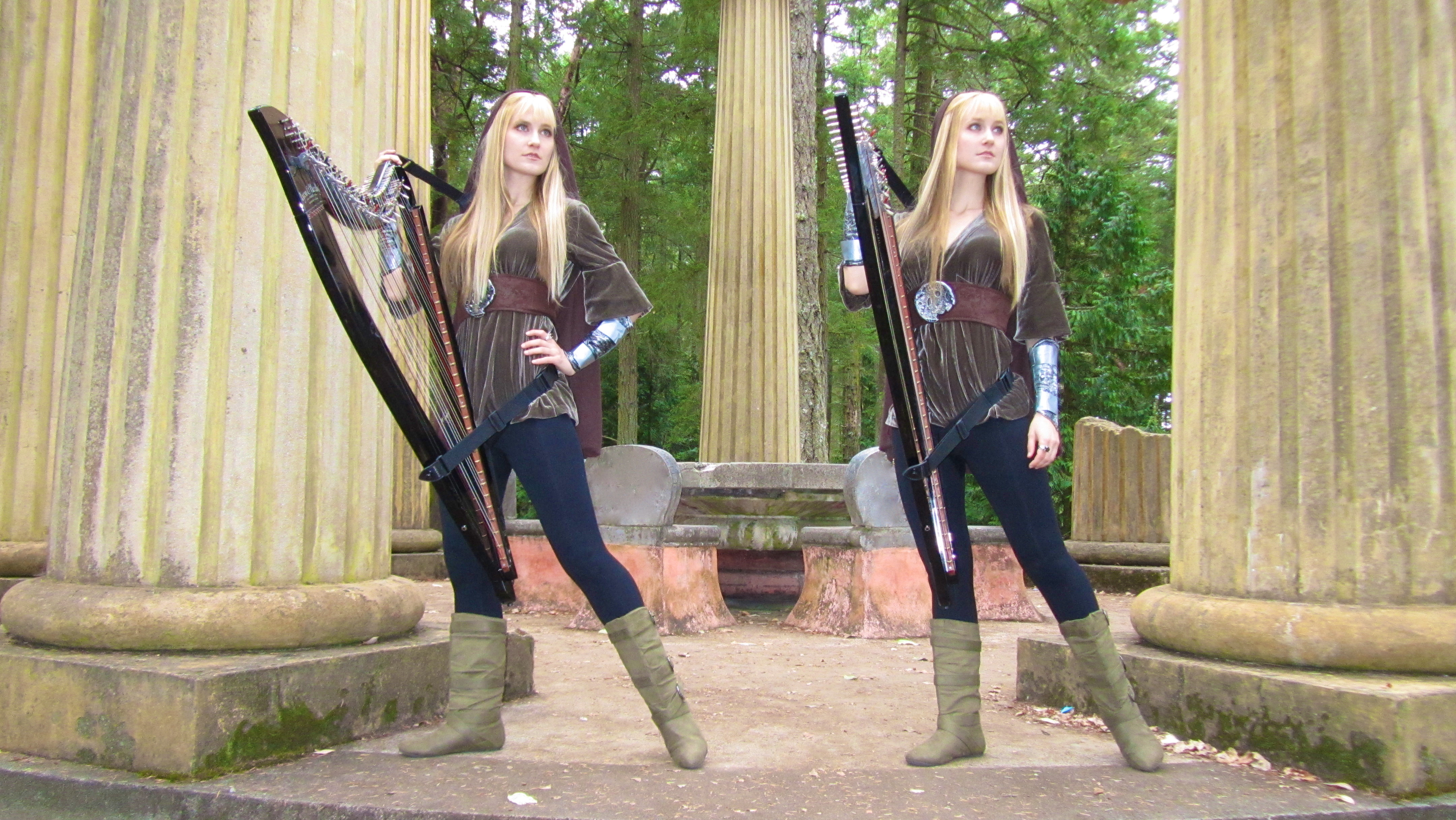
Camille y Kennerly vestidas como duendes mientras filmaban un video para su popurrí de la banda sonora de El Señor de los Anillos

Camille y Kennerly son arpistas profesionales que integran un dúo norteamericano, conocidas como las Harp Twins,  que se presentan internacionalmente interpretando canciones versionadas de artistas contemporáneos, arregladas por ellas mismas.  Sus composiciones más célebres son temas que han versionado de iconos de los géneros rock, metal, y pop, tales como Guns N' Roses, Iron Maiden, Metallica, Led Zeppelin, y Lady Gaga, así como sus arreglos de música de videojuegos, películas, y series de televisión, incluyendo a Skyrim, The Lord of The Rings, Star Wars, Game of Thrones, y The Walking Dead. En octubre de 2014, las Harp Twins habían subido 59 videos musicales a YouTube.
Casi todos los videos y coreografías de las hermanas Kitt son completamente elaborados por ellas mismas, utilizando una sola videocámara doméstica y varias tomas desde diversos ángulos. Camille y Kennerly deciden el concepto para cada video, frecuentemente escogen los lugares para la filmación con antelación, y arriban a ellos cuando están viajando en automóvil para presentaciones; también están a cargo del proceso de edición, el cual usualmente dura varios días. A pesar de estas limitaciones técnicas, sus videos han sido compartidos por grandes medios de comunicación del mundo entero. El dúo del arpa figuró en la edición de junio de 2013 de la revista Metal Hammer.
Camille y Kennerly se han desplazado en automóvil durante años por los Estados Unidos y partes de Canadá para realizar presentaciones, entre las cuales cabe destacar la música que proveyeron para una fiesta en San Francisco en homenaje al diseñador de moda francés Jean-Paul Gaultier,  o el concierto que ofrecieron como artistas invitadas en una conferencia que tuvo lugar en el Museo de Arte Contemporáneo de Chicago.  En octubre de 2014, las hermanas participaron en el octavo Festival Mundial del Arpa, en Asunción, Paraguay; dicho festival se celebró durante tres días consecutivos, reuniendo a más de 30 artistas nacionales e internacionales.  Durante la segunda jornada, las Harp Twins dieron una clase magistral titulada "Técnicas de ejecución del arpa eléctrica en el Rock", así como una presentación esa misma noche. Camille y Kennerly fueron tan ovacionadas que los organizadores del evento les pidieron que tocaran nuevamente en el cierre del festival.

## Filmografía
Las hermanas Kitt representaron a "The Merry Christians" en la película Politics of Love, dirigida por William Dear, así como a "The Marcelli Twins" en el largometraje blacktino, producida por Elizabeth Avellán. Adicionalmente, las Harp Twins tuvieron un papel secundario en Delivery Man, un filme protagonizado por Vince Vaughn.

## Biografía
Camille y Kennerly comenzaron a tocar el piano cuando eran niñas, seguido por el arpa antes de la escuela secundaria. El costo del instrumento, aunado a la escasez de recursos económicos, las obligó a conseguir empleos para comprar sus dos primeras arpas, y así pudieron tocar a dueto.
Ambas gemelas obtuvieron la Licenciatura en Música - especializada en Interpretación del Arpa - en el conservatorio de música de Wheaton College, en el estado de Illinois, de donde se graduaron con los más altos honores. Sin embargo, a pesar de su formación clásica, la verdadera pasión musical de las hermanas Kitt ha consistido en el arreglo y ejecución de música contemporánea. También obtuvieron el cinturón negro de tercer grado en Taekwondo, y fueron instructoras de ese arte marcial.
Participaron activamente en los videos de Tim Janis y aparecen en la composición Celtic Heart.

## Discografía

### Álbumes
- Harp Attack (diciembre de 2013). Versiones de canciones de rock y metal.[2]

| Pista                    | Duración |
| ------------------------ | -------- |
| 1. Fear of the Dark      | 6:22     |
| 2. Send Me an Angel      | 4:20     |
| 3. Nothing Else Matters  | 5:33     |
| 4. Paint It Black        | 3:35     |
| 5. Don't Fear the Reaper | 4:19     |
| 6. It's My Life          | 2:32     |
| 7. Smoke On the Water    | 3:33     |
| 8. Wish You Were Here    | 3:22     |
| 9. Zombie                | 2:11     |
| 10. With or Without You  | 3:04     |
| 11. Sweet Child O' Mine  | 2:36     |
| 12. Highway to Hell      | 2:21     |
| 13. Stairway to Heaven   | 4:05     |
| 14. Dream On             | 3:47     |

- Harp Fantasy (diciembre de 2013). Versiones de videojuegos, anime, bandas sonoras de películas y televisión.[2]

| Pista                                             | Duración |
| ------------------------------------------------- | -------- |
| 1. Game of Thrones Main Title                     | 1:48     |
| 2. Star Trek Main Title                           | 2:00     |
| 3. Misty Mountains (From The Hobbit)              | 1:43     |
| 4. Mario: Rainbow Road / Dire Dire Docks          | 2:48     |
| 5. Doctor Who Theme                               | 2:02     |
| 6. The Rains of Castamere (From Game of Thrones)  | 2:45     |
| 7. Saint Seiya: Mime’s Requiem / Abel’s Harp      | 2:45     |
| 8. The Walking Dead Theme                         | 1:38     |
| 9. Final Fantasy: Prelude / To Zanarkand          | 3:40     |
| 10. Silent Hill: Promise (Reprise) / Not Tomorrow | 4:56     |
| 11. The Legend of Zelda: Ballad of the Goddess    | 1:44     |
| 12. Hedwig’s Theme (From Harry Potter)            | 2:36     |
| 13. Skyrim Main Theme (Dragonborn)                | 3:04     |
| 14. Lord of the Rings Medley                      | 5:14     |

### Sencillos
Las hermanas Kitt han lanzado varios de sus arreglos en Internet.
| Fecha de lanzamiento     | Pista                                                                   |
| ------------------------ | ----------------------------------------------------------------------- |
| 28 de junio de 2012      | Sweet Child O' Mine                                                     |
| 9 de julio de 2012       | Highway to Hell                                                         |
| 9 de julio de 2012       | Zombie                                                                  |
| 9 de julio de 2012       | Game of Thrones                                                         |
| 9 de julio de 2012       | Stairway to Heaven                                                      |
| 7 de noviembre de 2012   | Skyrim Main Theme (Dragonborn)                                          |
| 7 de noviembre de 2012   | The Legend of Zelda: Skyward Sword (Ballad of the Goddess)              |
| 7 de noviembre de 2012   | Greensleeves                                                            |
| 7 de noviembre de 2012   | Silent Night                                                            |
| 7 de noviembre de 2012   | O Holy Night                                                            |
| 7 de noviembre de 2012   | Nothing Else Matters                                                    |
| 7 de noviembre de 2012   | Final Fantasy: Prelude / To Zanarkand                                   |
| 4 de diciembre de 2012   | The First Noel                                                          |
| 4 de diciembre de 2012   | Carol of the Bells                                                      |
| 8 de enero de 2013       | Paint It Black                                                          |
| 26 de enero de 2013      | Misty Mountains Cold (from "The Hobbit")                                |
| 5 de febrero de 2013     | The Walking Dead Theme                                                  |
| 27 de febrero de 2013    | Fear of the Dark                                                        |
| 20 de marzo de 2013      | Doctor Who Theme                                                        |
| 6 de abril de 2013       | The Rains of Castamere - Game of Thrones                                |
| 15 de mayo de 2013       | Star Trek: The Next Generation (Main Title)                             |
| 25 de mayo de 2013       | With or Without You                                                     |
| 25 de mayo de 2013       | Wish You Were Here                                                      |
| 25 de mayo de 2013       | It's My Life                                                            |
| 25 de mayo de 2013       | Dream On                                                                |
| 25 de mayo de 2013       | Don't Fear the Reaper                                                   |
| 20 de junio de 2013      | Scarborough Fair                                                        |
| 6 de julio de 2013       | Pachelbel's Canon in D                                                  |
| 9 de julio de 2013       | Send Me an Angel                                                        |
| 30 de julio de 2013      | Saint Seiya: Mime's Requiem / Abel's Harp                               |
| 19 de agosto de 2013     | Smoke On the Water                                                      |
| 11 de septiembre de 2013 | Rainbow Road / Dire Dire Docks (from "Mario Kart" and "Super Mario 64") |
| 9 de octubre de 2013     | Amazing Grace                                                           |
| 21 de octubre de 2013    | Sweet Dreams (Are Made of This)                                         |
| 12 de noviembre de 2013  | The Lord of the Rings                                                   |
| 23 de diciembre de 2013  | Downton Abbey Theme                                                     |
| 13 de enero de 2014      | Eye of the Tiger                                                        |
| 9 de febrero de 2014     | Every Breath You Take                                                   |
| 27 de febrero de 2014    | Hedwig's Theme (From "Harry Potter")                                    |
| 25 de marzo de 2014      | The House of the Rising Sun                                             |
| 21 de abril de 2014      | Promise (Reprise) / Not Tomorrow (from Silent Hill)                     |
| 13 de mayo de 2014       | Dance of Death                                                          |
| 26 de julio de 2014      | Crazy Train                                                             |
| 20 de agosto de 2014     | Star Wars                                                               |
| 22 de septiembre de 2014 | Hotel California                                                        |
| 27 de octubre de 2014    | Don't Stop Believin'                                                    |
| 18 de noviembre de 2014  | The Bard's Song (In the Forest)                                         |